# Eritrichium mertonii
Eritrichium mertonii är en strävbladig växtart som beskrevs av H. Riedl. Eritrichium mertonii ingår i släktet Eritrichium och familjen strävbladiga växter. Inga underarter finns listade i Catalogue of Life.